# Pseudopoot
Een pseudopoot of schijnvoet is een lichaamsuitsteeksel dat in functie en anatomie een gelijkenis heeft met een poot. Het verschil tussen een poot en een pseudopoot is dat een poot is voorzien van een versteviging, zoals een botstructuur of een geleding. Pseudopoten zijn in feite uitgroeiingen van de huid, ze zijn vlezig en zacht. Bij veel dieren hebben de pseudopoten een vaste plaats, maar bij andere kan een pseudopoot in principe overal in het lichaam ontstaan. Een voorbeeld van dergelijke pseudopoten zijn amoeben, de uitsteeksels worden wel schijnvoetjes of pseudopodia genoemd.
Pseudopoten komen voor bij verschillende dieren zoals de larvale stadia van bepaalde insecten. Het bekendste voorbeeld zijn de larven van vlinders (Lepidoptera), de rupsen. Rupsen hebben drie paar gelede poten en de larven van de meeste soorten hebben daarnaast vier paar zachte poten en een paar poot-achtige hechtorganen aan de achterzijde, de naschuivers. Deze laatste structuren worden niet als pseudopoten gezien.
Een ander voorbeeld zijn de fluweelwormen, deze ongewervelden hebben geen 'echte' poten die ontstaan zijn uit ledematen maar dragen kleine, beweeglijke, uitstulpbare structuren die voorzien zijn van kleine nageltjes. De poten van fluweelwormen worden wel lobopoden genoemd wat zoiets als ballonpoten betekent. Ook bij borstelwormen komen pseudopoten voor, bij deze groep worden de poten aangeduid met parapodiën.